# Writ
Writ – format kodeka napisów stworzony dla uzupełnienia rodziny kodeków Ogg o informacje tekstowe (np. podpisy do filmu lub słowa piosenki).
W przeciwieństwie do pozostałych kodeków z tej rodziny, poszczególne segmenty strumienia Writ mogą na siebie zachodzić.